# EC Nova Cidade
EC Nova Cidade is een Braziliaanse voetbalclub uit Nilópolis, in de staat Rio de Janeiro.

## Geschiedenis
De club werd opgericht in 1939. In 1980 ging de club in de derde klasse van het Campeonato Carioca spelen, maar na één seizoen trok de club zich terug uit de competitie. Ze keerden terug in 1983 en in 1986 konden ze promotie afdwingen naar de tweede klasse. In 1988 promoveerde de club zelfs naar de hoogste klasse. Nadat de club het eerste jaar in de middenmoot eindigden werden ze laatste in 1990. Doordat de competitie fors uitgebreid werd bleef de club echter van degradatie bespaard. Het was slechts uitstel van executie en in 1991 werd de club opnieuw laatste en degradeerde nu wel.
Na nog één seizoen in de tweede klasse nam de club een jaar niet deel aan de competitie. In 1994 speelde de club nog in de derde klasse en in 1995 zelfs maar in de vierde klasse. Hierna nam de club niet meer deel tot 2000. Ondanks een slechte notering mocht de club in 2001 een klasse hoger spelen door uitbreiding van de competitie. Hierna trok de club zich opnieuw terug uit de competitie tot 2006. Sindsdien speelde de club in de derde klasse met uitzonderingen van de seizoenen 2009 en 2012. In 2018 kon de club terug promotie afdwingen naar de tweede klasse. Ze eindigden in 2020 net boven de degradatiezone, maar degradeerde toch door een competitiehervorming. 